# Петроваць на Мору
Петроваць на Мору (чорн. Petrovac na Moru/Петровац на Мору — Петроваць на Морі) — містечко (поселення) в Чорногорії, підпорядковане общині Будва. Населення — 1 485 мешканців.

## Історія
Селище під назвою Ластва був заснований римлянами ще в III столітті н. е.. Про це свідчать збережені римські мозаїки. У XVI столітті панування над селищем встановила Венеційська республіка. Наприкінці XVIII — початку XIX століття на руїнах селища виникло містечко Кастел Ластва, яке лише в XX столітті отримало сучасну назву Петроваць.

## Туризм
Петроваць — курортне містечко; воно розташоване у мальовничій бухті і має два галькових пляжі довжиною 600 м. Повітря міста вважається чистим і цілющим, оскільки Петроваць оточують оливкові й хвойні гаї. Уздовж всієї берегової лінії розташовані ресторани і кафе. У місті є ринок і магазин Voli, пошта та дитячий майданчик. Це місце добре підходить для сімейного відпочинку.

## Пам'ятки
До визначних пам'яток міста відносяться римські мозаїки, а також невеликі острови — Святого Воскресіння (чорногор. Svete Nedelje) і Катич. На острові Святого Воскресіння розташована однойменна церква, яка, за переказами, оберігає місцевих моряків. Інтерес представляє венеційська фортеця «Кастелло», з верхньої тераси якої відкривається вид на все місто. Неподалік від Петроваця розташований один з найзначущіших монастирів як у Чорногорії і в православному світі — комплекс «Градиште»

## Населення
Динаміка чисельності населення (станом на 2003 рік):
- 1948 → 284
- 1953 → 528
- 1961 → 547
- 1971 → 942
- 1981 → 1 225
- 1991 → 1 407
- 2003 → 1 485

Національний склад містечка (станом на 2003 рік):
Слід відмітити, що перепис населення проводився в часи міжетнічного протистояння на Балканах й тоді частина чорногорців солідаризувалася з сербами й відносила себе до спільної з ними національної групи (найменуючи себе югославами-сербами — притримуючись течії панславізму). Тому, в запланованому переписі на 2015 рік очікується суттєва кореляція цифр національного складу (в сторону збільшення кількості чорногорців) — оскільки тепер чіткіше проходитиме розмежування, міжнаціональне, в самій Чорногорії.

## Галерея

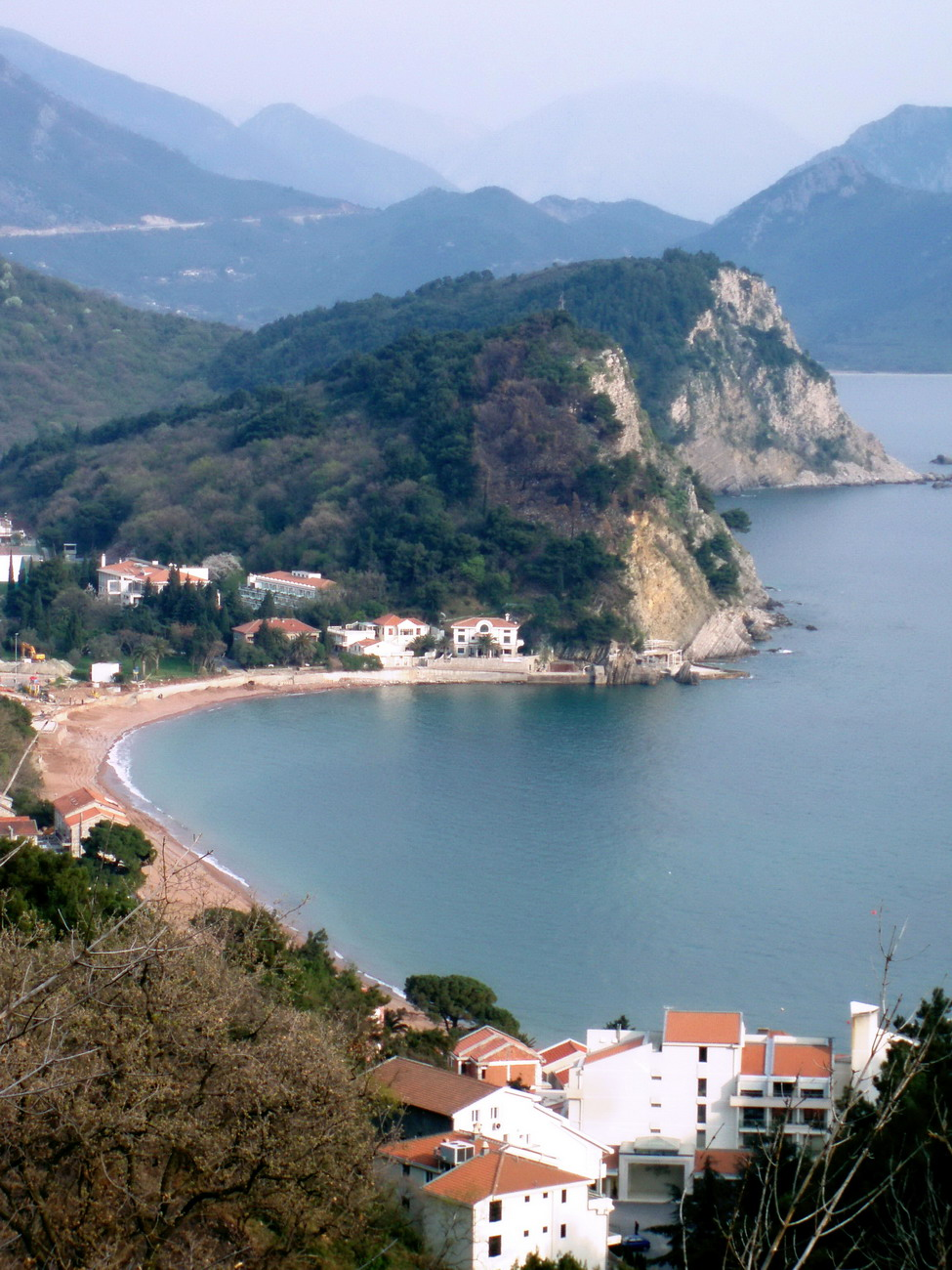
Краєвид на пляж
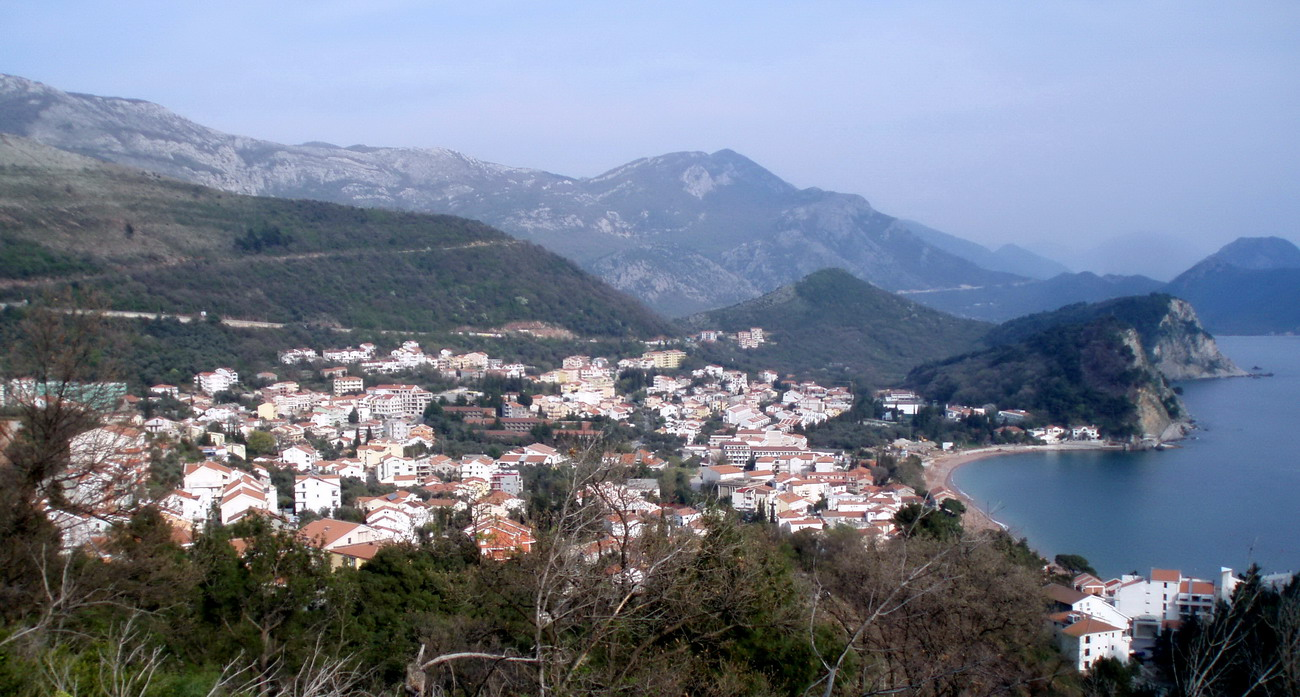
Вид збоку